# Pilae

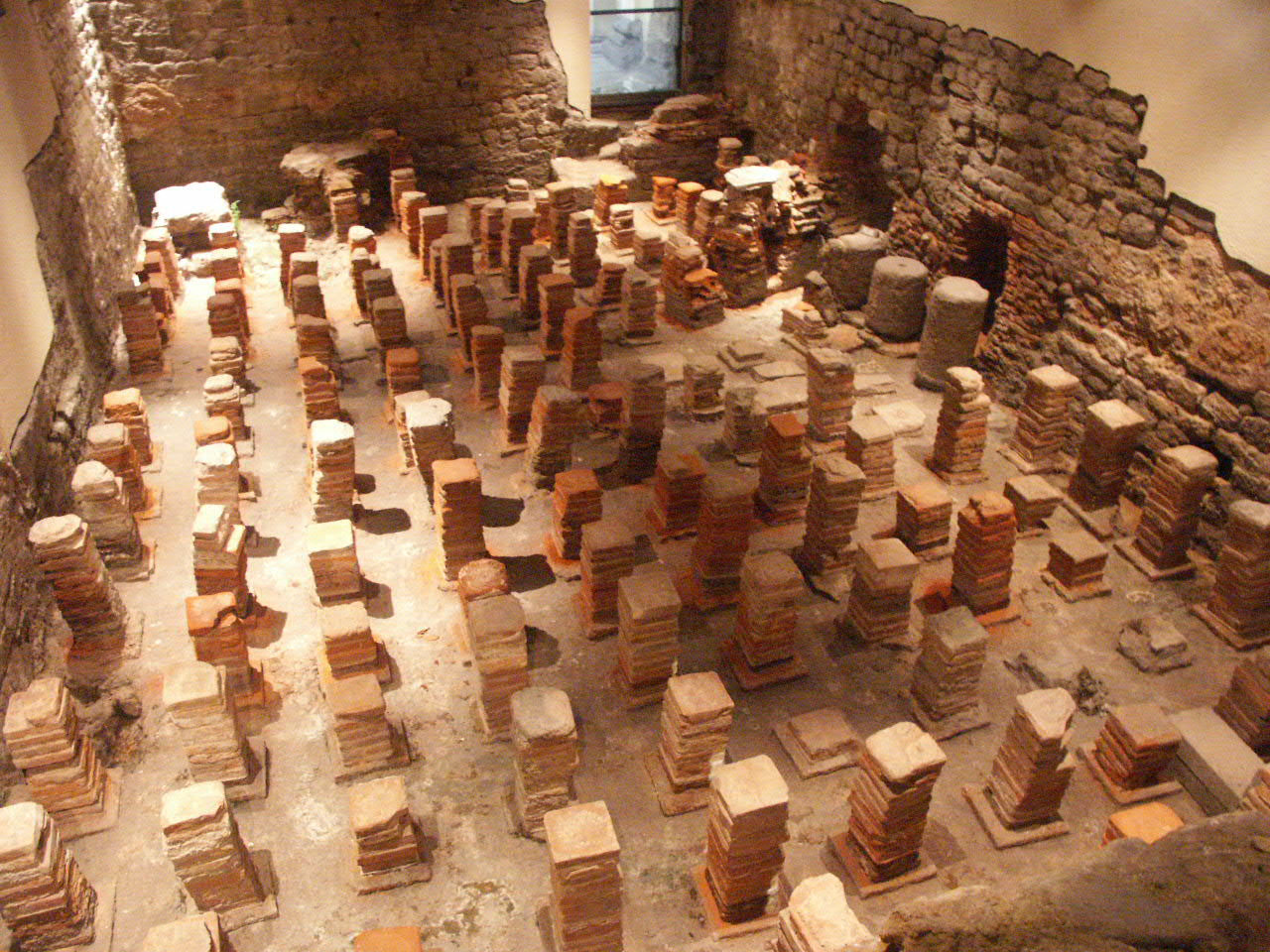
Pilares o pilae en las termas romanas de Bath, Inglaterra.

Las pilae (pilares) son pilas de azulejos o baldosas cuadradas o redondas utilizadas en tiempos de los romanos como un elemento del sistema de calefacción por suelo radiante, común en las termas romanas, llamado hipocausto. A través de las pilae se consigue situar el piso de manera elevada, permitiendo que el aire circular libremente por debajo y hacia arriba, a través de los huecos en los ladrillos hacia las paredes. Ejemplos de estos baños se encuentran no solo en Roma, sino también en la antigua Britania y partes distantes del Imperio Romano, tales como los baños en Chellah, en lo que hoy es Marruecos.
Esta técnica arquitectónica fue la primera forma de calefacción por suelo radiante y el mismo principio se sigue utilizando hoy en día.